# Hendrik I van Brunswijk-Grubenhagen
Hendrik I van Brunswijk-Grubenhagen bijgenaamd de Wonderwaardige (augustus 1267 - 7 september 1322) was van 1279 tot 1291 hertog van Brunswijk-Wolfenbüttel en van 1291 tot aan zijn dood hertog van Brunswijk-Grubenhagen. Hij behoorde tot het huis Welfen.

## Levensloop
Hendrik was de oudste zoon van hertog Albrecht I van Brunswijk-Wolfenbüttel en diens echtgenote Adelheid, dochter van markgraaf Bonifatius II van Monferrato.
Na de dood van zijn vader in 1279 erfden Hendrik en zijn jongere broers Albrecht II en Willem I het hertogdom Brunswijk-Wolfenbüttel. Omdat de drie broers toen nog minderjarig waren, werden ze onder het regentschap van bisschop Koenraad van Verden geplaatst.
Nadat de broers volwassen waren verklaard, verdeelden ze in 1291 hun gezamenlijke domeinen onderling. Hendrik I kreeg het vorstendom Grubenhagen, Albrecht II het vorstendom Göttingen en Willem behield de rest van het hertogdom Brunswijk-Wolfenbüttel. Toen Willem in 1292 kinderloos stierf, kregen Hendrik en Albrecht ruzie over wie Willems domeinen mocht erven. Uiteindelijk kreeg Albrecht het hertogdom Brunswijk-Wolfenbüttel en moest Hendrik zich tevreden stellen met het vorstendom Grubenhagen. Hij resideerde in de stad Einbeck.
In 1320 werd Hendrik door keizer Lodewijk de Beier benoemd tot paltsgraaf van Saksen. Hij stierf in 1322, waarna zijn drie zoons die geen kerkelijke carrière waren begonnen hem opvolgden.

## Huwelijk en nakomelingen
In 1282 huwde Hendrik met Agnes (1264-1332), dochter van landgraaf Albrecht II van Meißen. Ze kregen zestien kinderen:
- Elisabeth (geboren in 1282), huwde met graaf Frederik van Beichlingen.
- Otto (1283-1309)
- Albrecht (1284-1341), ridder in de Duitse Orde
- Adelheid (1285-1320), huwde in 1313 met hertog Hendrik van Karinthië
- Facia (1286-1312)
- Agnes (1287-1332/1336), abdis in de abdij van Osterode
- Hendrik II (1289-1351), hertog van Brunswijk-Grubenhagen
- Frederik (1291-1323)
- Adelheid (1293-1324), huwde in 1318 met keizer Andronikos III Palaiologos van het Byzantijnse Rijk
- Koenraad (1294-1320)
- Mechtildis (1295-1333/1334), huwde in 1311 met heer Johan II van Werle
- Ernst I (1297-1361), hertog van Brunswijk-Grubenhagen
- Willem (1298-1360), hertog van Brunswijk-Grubenhagen
- Richardis (1300-1332/1336), abdis in de abdij van Osterode
- Margaretha (1300-1312)
- Johan (overleden in 1367), proost in Einbeck